# Чечельницьке гето
Чечельницьке гето — єврейське гето, що існувало з липня 1941 року по березень 1944 року в селищі Чечельник Вінницької області.

## Створення гето
1939 року в Чечельнику проживало 1327 євреїв, що становило понад 60 % населення. З початком німецько-радянської війни з Чечельника встигли евакуюватися кілька десятків єврейських сімей, чоловіки призовного віку були призвані на фронт. Багато з них загинули, наприклад, на меморіалі полеглих у німецько-радянській війні воїнів-чечельничан, більше половини списку складають єврейські прізвища. 24 липня 1941 року Червона Армія залишила містечко.
На початку серпня 1941 року фашисти зібрали все єврейське населення на центральній площі містечка. Колишня мешканка Чечельника Ріва Каплан згадувала: «Росіяни поліцаї розтлумачили людям, що „пани німці“ збирають євреїв. Мама нам сказала: Ходімо й ми. І не бійтеся. Що з усіма буде, то буде і з нами. Так ми опинилися на площі у великому натовпі, оточеній з усіх боків солдатами-румунами. З натовпу солдати і поліцаї відібрали чоловіків і сказали, що вони підуть кудись працювати. Жінки з дітьми і старі люди залишилися стояти на місці, і чекали. Наказано було всім лягти. У натовпі заплакали, рідні стали прощатися один з одним, хтось молився. У цей час з-за рогу виїхав німецький мотоцикліст і запитав у наших вартових-катів, що мовляв, тут відбувається. Йому відповіли, що людей зібрали для того, щоб відправити на роботу. Він здивувався: „Ще тільки шоста ранку. Що це за термінова робота у вас знайшлася для дітей і жінок? Зняти караул!“ І нас відпустили по домівках. Потім всі говорили, що той мотоцикліст був переодягненим партизаном».
У Чечельнику румунські окупаційні війська наказали всім євреям носити на одязі жовту шестикутну зірку і переїхати в гето, яке було організовано на території сучасних вулиць Калинової, Жовтневої та Антонішина. У ньому розмістилося близько 1000 євреїв Чечельника, а також євреї з сіл Чечельницького району. З 1939 року в містечку знаходилися також 10 єврейських сімей, які втекли з Польщі. Їм також наказали переїхати в гето. Восени 1941 року в гето прибуло більше тисячі євреїв, депортованих з Бессарабії і Буковини. Деякі з них зуміли взяти з собою коштовності. Їх у вигляді хабара, давали представникам румунської адміністрації, і тим самим нерідко рятували всіх мешканців гето.
Лізі Вишневецькій (Фішер) в 1941 році було 7 років, але вона добре пам'ятає: «… румунські солдати євреїв не вбивали, вони їх просто грабували: забирали коштовності, цінні речі, тканини, все, що було в будинках. Німецькі частини СС з'являлися у нас час від часу, здійснюючи нальоти на гето: гвалтували дівчат і жінок, а потім їх розстрілювали. Тих, хто не міг працювати — старих і хворих — розстрілювали на місці. Дуже добре пам'ятаю, як навпроти нашого будинку в упор розстріляли паралізованого старого. Його син почав плакати, так вони і сина розстріляли. Деяким „втіхою“ у Чечельнику служило те, що у нас в гето перебували біглі від німців бессарабські євреї, які могли контактувати з румунськими солдатами, оскільки знали мову. Так, за їхньою порадою, в будинках, де проживали дівчата, написали великими літерами „тиф“, і німці боялися заходити. Це частково рятувало від набігів. Однак знайшлися зрадники українці, які допомагали нацистам знищувати євреїв. Пам'ятаю, була така Настя, яка допомагала німцям — видавала багатьох євреїв за комуністів, і їх тут же розстрілювали. Для розваги німців Настя вказувала їм будинки, де жили дівчата.»
У погромах єврейських будинків брали участь і місцеві жителі. Ріва Каплан згадувала: «З сусідніх сіл групами приходили місцеві селяни. З ними йшов німецький солдат. Вони показували йому на який-небудь будинок, а він наказував господарям відкрити двері. У відкриту або зламані двері вривалися і хапали все, що їм сподобається. Іноді затівали між собою бійки: кожен хотів забрати, що краще».

## Умови в гето
Гето в Чечельнику було відкритого типу. Але, за вихід з гето загрожував розстріл. Його охороняли українські поліцаї. Незважаючи на це, багато жителів гето потайки пробиралися в прилеглі українські села і у селян або випрошували їжу, або намагалися її заробити своєю працею. В гето за наказом румунської влади був створений юденрат, на чолі якого стояв Йосип Заславський. У нього входили також Біленький, Ісаак Грановський, Хаїм Фішер та інші. До його завдання входила реєстрації євреїв і розподіл їх на роботу. За розпорядженням румунської жандармерії євреїв відправляли на примусові роботи на залізничну станцію, на цукрову фабрику, на поля. Частина в'язнів гето була відправлена до Миколаєва на будівництво мостів. Всередині гето в кожен будинок були заселені по 4-5 сімей, які змушені були жити в надзвичайно скрутних умовах без каналізації і при повній відсутності медичної допомоги. У перенаселеному гето лютували тиф та інші інфекційні захворювання, через що померло близько половини його мешканців. Правда, в гето жило кілька місцевих лікарів, іх привезли з Румунії, але не було ліків і тому лікувалися народними засобами. Основною їжею була картопля, потайки обміняна на речі та інші цінності у місцевих селян. Іноді, громада ділила маленькі пайки продуктів, кошти, для придбання яких надходили від євреїв, що залишилися ще в Румунії. У багатьох сімей були знайомі серед селян, які рятували їх від голоду.
Ліза Вишневецька (Фішер) згадувала: «… нам допомагали такі добрі люди — сім'я Багрій: Христя, Ваня і їхні діти — Саша і Валя. Вони часто приносили нам продукти, одяг. Мій брат Борис, якому під час війни було 12-13 років, робив нічні вилазки в город: руками виколупував картоплю, запихав під сорочку, і ми були щасливі — варили шкірку з тирсою, а очищену картоплю вживали як делікатес. Вечорами, запалювали гасову лампу, ставили її під стіл, вікна закривали віконницями і завішували щільною темною тканиною, щоб німці не бачили, чи є хтось в будинку. Старші діти вчили молодших абетці, арифметиці, розучували вірші. Пам'ятаю вчительку — її звали Шура Спектор, яка вчила нас мові їдиш, за що я їй безмежно вдячна. Завдяки Шурі, в кінці війни, мене взяли відразу в третій клас (в березні 44-го), а через півроку — в четвертий».
Майданник Діна і Фельдман Хана згадували, що: «… зима 1941—1942 років була дуже важка, з великими снігами. Люди в гето ходили голодні, голі, вмирали десятками в день. Ми нарахували що в один з днів винесли 24 померлих. Живі стягували з мертвих ганчірки і надягали на себе, щоб врятуватися. Мої молодші сестрички Хана і Дора від недоїдання не могли ходити, не стояли на ногах. Тато, опухлий від голоду лежав на нарах».
Пеккер Доня і Пеккер Наум згадували, що над дітьми гето проводили медичні досліди: «… дітям почали робити уколи, в руку, в сідницю, під лопатку. Нам говорили, що це потрібно для профілактики, щоб хвороби не повторювалися. Після такої „запобіжної“ роботи знову почалися хвороби, підвищилася дитяча смертність».
Арон Геллер згадував: «… в гето з нами займався ребе на ім'я Пиня. Він організував хедер (єврейську школу) для 8-10 річних хлопчиків. З ребе ми читали, рахували і тим самим поповнювали знання».

## Спротив в гето
В гето була підпільна єврейська група, яка мала зв'язок з підпільниками містечка і району, а також з партизанами. Його називали «партизанська єврейська ланка». Підпільнку групу очолював Ісаак Грановський, йому допомагала Євгенія Борода. Відомо, що Ісаак Грановський за завданням представника партизанського штабу Підгаєцького об'єднав розрізнені групи підпільників і активізував їх діяльність. У лютому 1943 року він організував групу опору в Чечельнику, в яку входило 22 особи. Восени 1943 року, побоюючись арешту Грановський пішов в партизанський загін.
З гето, підпільниками і партизанами стали: Фабрикант Михайло і Юхим, Галантер Фріда, Геренштейн Берта, Кишинівська Міна, Кравець Юхим, Тростянецька Фіра, Шнайдер Борис, Фабрикант Ріва, Тітельман Яків, Мізюк Фіра, Шнайдерман Абрам, Гольдшмит Фіра, Кобчик Овсій, Клейштейн Янкель, Файнштейн Рейз і Борода Євгенія. У звіті про діяльність підпільної групи відзначалося, що «члени організації, за національністю євреї, вели боротьбу у винятково важких умовах єврейського гето, вихід з якого карався смертю». Окупанти розстрілювали кожного підозрюваного в участі в партизанському русі.
Євгенія Борода згадує про юного патріота, в'язня Чечельницького гето Бориса Цукермана, якому було 15 років: «Він працював в перукарні. Це давало йому прекрасну можливість підслуховувати розмови жандармів і поліцаїв, передавав підпільникам дуже важливі відомості».
Через багато років житель Нью-Йорка Борис Цукерман згадував: «У нашому районі діяв партизанський загін, і так сталося, що я став зв'язковим між гето і народними месниками. Мій маленький зріст і зовнішній вигляд сприяли тому, що я міг непомітно піти з гето і передати партизанам потрібну інформацію. Недалеко від Чечельника в селі Бритавка діяв невеликий партизанський загін, основним ядром якого були євреї — втікачі з гето. У самому гето теж було організовано опір: по приймачу брали новини про становище на фронтах, від руки писалися листівки, які передавалися по бараках, встановили зв'язок з партизанським загоном. Я був одним з зв'язкових між гето і селом Бритавка. Одного разу один з поліцаїв, як би ненароком, мигцем шепнув мені, що через два дні німці й поліцаї поведуть наступ на партизанів. Я негайно повідомив цю новину в загін і окупанти були зустріті кулеметним і автоматним вогнем, зазнавши великих втрат у живій силі і техніці».
17 березня 1944 року частини Червоної Армії визволили Чечельник від окупантів. До цього часу в гето залишалося менше 500 чоловік.

## Увічнення пам'яті
Усього з липня 1941 року по березень 1944 року в Чечельницькому гето були закатовані і вбиті, померли від голоду і хвороб на думку колишніх в'язнів гето, від 1200 до 1500 євреїв з містечка, найближчих сіл і привезених з Румунії. Хоча за даними Чечельницької районної ради більше 500 чоловік. Вони поховані в братській могилі на єврейському кладовищі, яке знаходиться в двох кілометрах від центру Чечельника. У музеї Катастрофи і Героїзму єврейського народу Яд Вашем в Єрусалимі назву Чечельницького гето вибито в долині загиблих громад. У музеї Катастрофи і Героїзму єврейського народу міста Назарет-Ілліт (Ізраїль) зібрана і оформлена рукописна книга спогадів 14 в'язнів гето.
У 1985 році 40 колишніх в'язнів гето і жителів Чечельника зібралися на зустріч в Одесі. У 1995 році вже 80 колишніх в'язнів гето і жителів Чечельника зібралися на зустріч в Нью-Йорку, де були представлені міста: Чикаго, Лос-Анджелес, Бостон, Мілвокі. Приїхали також земляки з Канади. На жаль до теперішнього часу, в Чечельнику немає пам'ятника загиблим в'язням гето.